# Список аэропортов Республики Кипр
В этом списке перечислены гражданские аэропорты и военные авиабазы на острове Кипр. В списке приведены объекты, находящиеся в ведении как самой Республики Кипр, так и частично признанной Турецкой Республики Северного Кипра, а также авиабазы на острове, входящие в состав заморской территории Великобритании Акротири и Декелия.

## Список
| Название                       | Расположение | ICAO | IATA | Тип       | Пассажиры        | Примечания                                                                            |
| ------------------------------ | ------------ | ---- | ---- | --------- | ---------------- | ------------------------------------------------------------------------------------- |
| Международный аэропорт Ларнака | Ларнака      | LCLK | LCA  | Публичный | 5 168 959 (2010) |                                                                                       |
| Международный аэропорт Пафос   | Пафос        | LCPH | PFO  | Публичный | 2 242 797 (2012) |                                                                                       |
| Международный аэропорт Никосия | Никосия      | LCNC | NIC  | Публичный |                  | не работает, находится внутри буферной зоны                                           |
| Лакатамия (авиабаза)           | Лакатамия    |      |      | Военный   |                  |                                                                                       |
| Международный аэропорт Эрджан  | Тимву        | LCEN | ECN  | Публичный | 2 200 000 (2010) | находится на территории Турецкой Республики Северного Кипра                           |
| Гечиткале (авиабаза)           | Лефконико    |      | GEC  | Военный   |                  | находится на территории Турецкой Республики Северного Кипра и используется ВВС Турции |
| Илкер Картер (авиабаза)        | Гёнъели      |      |      | Военный   |                  | находится на территории Турецкой Республики Северного Кипра и используется ВВС Турции |
| Акротири                       | Акротири     | LCRA | AKT  | Военный   |                  | находится на территории заморской территории Великобритании Акротири и Декелия        |
| Кингсфилд (авиабаза)           | Декелия      |      | KIN  | Военный   |                  | находится на территории заморской территории Великобритании Акротири и Декелия        |

## Карта
- Международные аэропорты
- Неработающие аэропорты
- Аэродромы
- Военные авиабазы